# Calephelis velutina
Calephelis velutina is een vlindersoort uit de familie van de prachtvlinders (Riodinidae), onderfamilie Riodininae.
Calephelis velutina werd in 1878 beschreven door Godman & Salvin.